# Hamlin Garland
Pour les articles homonymes, voir Garland.
Hannibal Hamlin Garland, né le 14 septembre 1860 et mort le 4 mars 1940, est un romancier, poète, essayiste, nouvelliste, georgiste et chercheur psychique américain. Il est surtout connu pour ses fictions mettant en scène des agriculteurs du Midwest.

## Biographie

### Jeunesse et formation
Hannibal Hamlin Garland est né dans une ferme près de West Salem, dans le Wisconsin, le 14 septembre 1860, deuxième des quatre enfants d'un couple de fermiers Richard Garland, originaire du Maine et Charlotte Isabelle McClintock,,. L'enfant est nommé d'après Hannibal Hamlin, le vice-président de Abraham Lincoln. Il grandit dans diverses fermes du Midwest tout au long de son adolescence.
En 1876, il entre au Cedar Valley Seminary (en) d'Osage dans l'Etat de l'Iowa, il en sort diplômé en 1881,.
Il s'installe à Boston, dans le Massachusetts, en 1884 pour poursuivre une carrière d'écrivain.
Il lit assidûment à la Bibliothèque publique de Boston. C'est là qu'il tombe amoureux des idées d'Henry George et de son mouvement pour l'impôt unique. Les idées de George en vinrent à influencer un certain nombre de ses œuvres, telles que Main-Travelled Roads (1891), Prairie Folks (1892) et son roman Jason Edwards (1892).

### Carrière professionnelle
Main-Travelled Roads (en) est son premier grand succès. C'est un recueil d'histoires courtes inspirées de ses jours à la ferme. Il sérialise une biographie d'Ulysses S. Grant dans le McClure's Magazine avant de la publier sous forme de livre en 1898. La même année, Garland se rend au Yukon pour assister à la ruée vers l'or du Klondike, qui l'inspire pour The Trail of the Gold Seekers (1899). Il vit dans une ferme entre Osage et St. Ansgar, dans l'Iowa, pendant un certain temps. Beaucoup de ses écrits sont basés sur cette époque de sa vie.

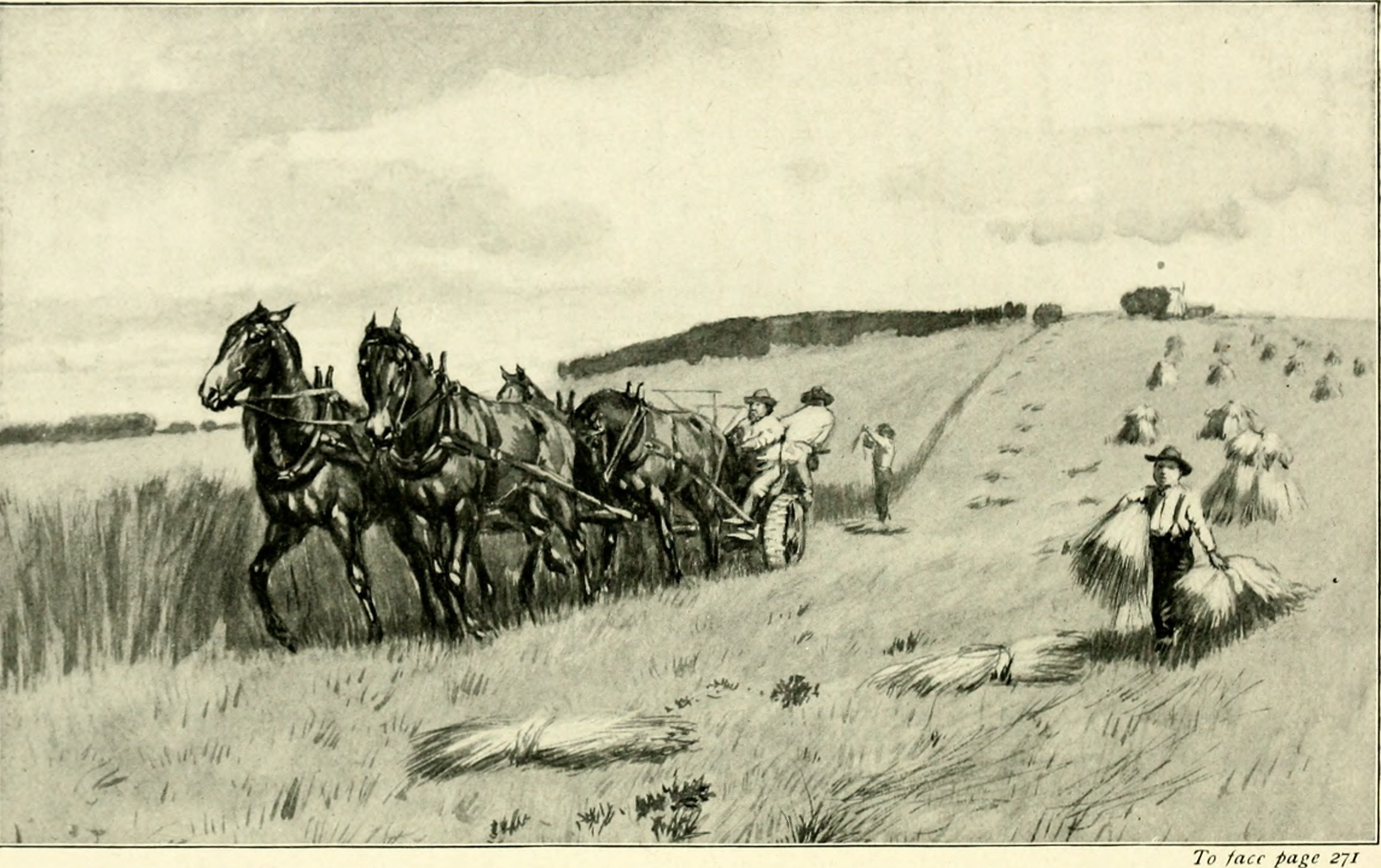
Les agriculteurs du Midwest sont très présents dans l’œuvre de Garland (illustration d'Edwin Willard Deming pour Boy Life on the Prairie, 1899).

En 1893, Hamlin déménage à Chicago, où il vit au 6427 South Greenwood Avenue dans le quartier de Woodlawn. Il est considéré comme « une figure importante du mouvement littéraire de Chicago » et « l'un des auteurs les plus importants de Chicago ». Moccasin Ranch Park, situé près de l'adresse, est nommé en son honneur.
Dans l'Illinois, Garland épouse Zulime Taft, sœur du sculpteur Lorado Taft, et commence à travailler comme enseignant et conférencier.
Écrivain prolifique, Garland continue de publier des romans, des nouvelles et des essais. En 1917, il publie son autobiographie, A Son of the Middle Border. Le succès du livre donne lieu à une suite, A Daughter of the Middle Border, pour laquelle Garland remporte le prix Pulitzer de biographie en 1922. Après deux autres volumes, Garland commence une deuxième série de mémoires basée sur son journal. Garland devient assez connu de son vivant et a de nombreux amis dans les cercles littéraires. Il est nommé membre de l'Académie américaine des arts et des lettres en 1918.
Après avoir déménagé à Hollywood, en Californie, en 1929, il consacre ses dernières années à enquêter sur les phénomènes psychiques, un enthousiasme qu'il entreprit pour la première fois en 1891. Dans son dernier livre, The Mystery of the Buried Crosses (1939), il tente de défendre de tels phénomènes et de prouver la légitimité des médiums psychiques.
Un ami, Lee Shippey (en), chroniqueur pour le Los Angeles Times, a rappelé le système d'écriture habituel de Garland :

« ... il se levait à cinq heures et demie, préparait un pot de café et faisait des toasts sur un gadget électrique dans son bureau et était au travail à six heures. À neuf heures, il en avait fini avec le travail de la journée. Puis il déjeunait, lisait le journal du matin et s'occupait de son courrier personnel... Après le déjeuner, lui et Mrs. Garland sortaient... Parfois, ils tombaient sur Will Rogers, Will Durant, Robert Benchley ou même sur moi, car leur éventail d'amis était très large... Après le dîner, ils allaient à un spectacle s'il y en avait un exceptionnellement bon en ville, sinon une de leurs filles lisait à haute voix. »

### Vie privée

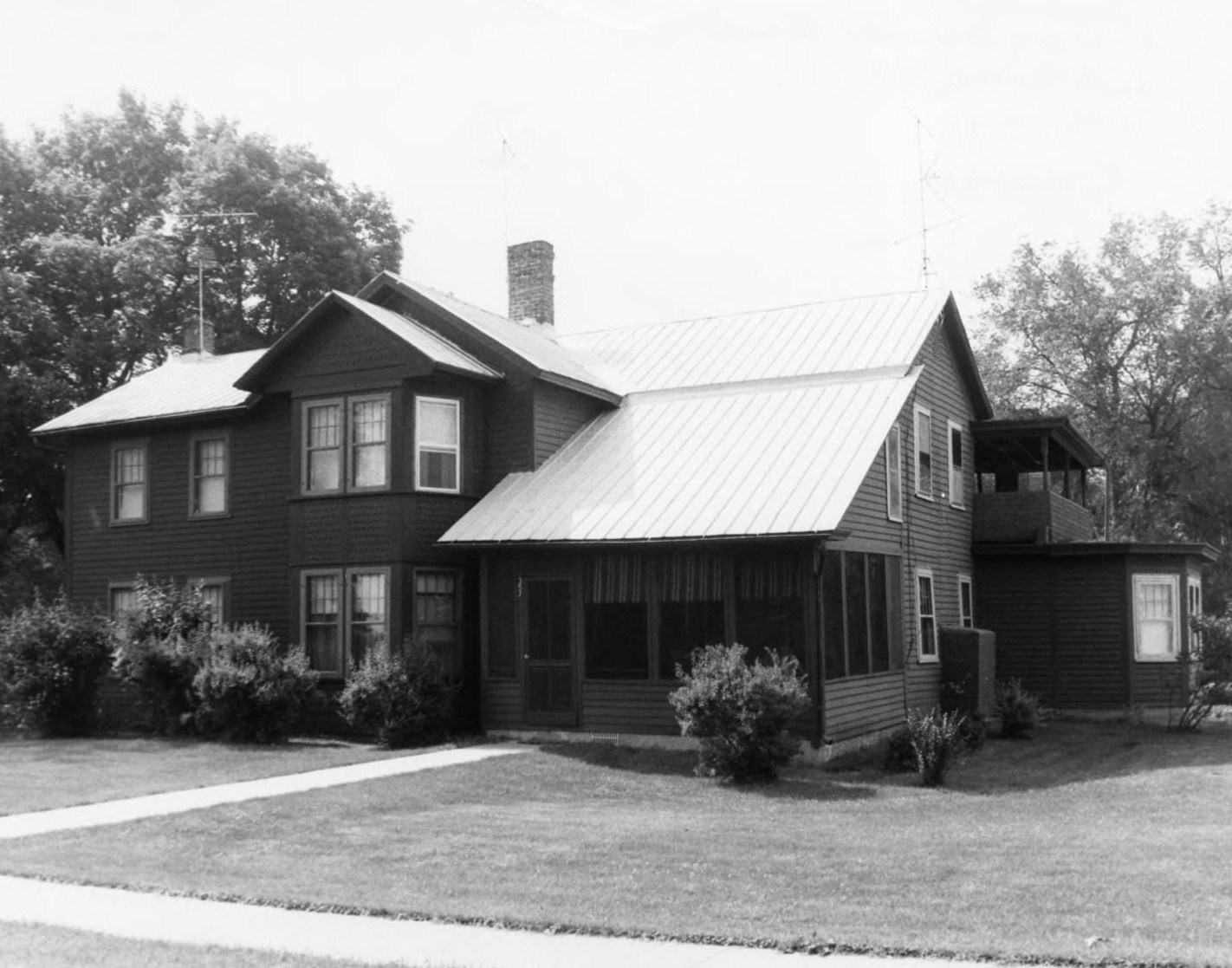
La Maison Hamlin Garlin à West Salem en 1971.

En 1899,  Hamlin Garland épouse Zulime Taft la soeur de son ami le sculpteur Lorado Taft.
Garland est mort à 79 ans, à son domicile d'Hollywood le 4 mars 1940. Un service commémoratif a lieu trois jours plus tard près de son domicile à Glendale, en Californie. Ses cendres sont dispersées sur les coteaux à proximité de sa résidence de West Salem, mais selon d'autres proches il serait enterré au cimetière Neshonoc à West Salem (Wisconsin), le 14 mars ; son poème The Cry of the Age est lu par le révérend John B. Fritz.
La maison Hamlin Garland à West Salem est classée monument historique national en 1971.

## Œuvres

### SérieMiddle Border
- (en) A Son of the Middle Border, 1917
- (en) A Daughter of the Middle Border, 1921Prix Pulitzer de la biographie ou de l'autobiographie 1922
- (en) Trail-Makers of the Middle Border, 1926
- (en) Back-Trailers from the Middle Border, 1928

### Mémoires
- (en) Roadside Meetings, 1930
- (en) Companions on the Trail, 1931
- (en) My Friendly Contemporaries, 1932
- (en) Afternoon Neighbors, 1934

### Autres travaux
- (en) Main-Travelled Roads, 1891
- (en) Jason Edwards: An Average Man, 1892
- (en) A Member of the Third House, 1892
- (en) A Little Norsk, 1892
- (en) A Spoil of Office, 1892
- (en) Prairie Folks, 1893
- (en) Prairie Songs, 1893
- (en) Crumbling Idols, 1894
- (en) Rose of Dutcher's Coolly, 1895
- (en) Wayside Courtships, 1897
- (en) The Spirit of Sweetwater, 1898
- (en) Ulysses S. Grant: His Life and Character, 1898
- (en) Boy Life on the Prairie, 1899
- (en) The Trail of the Gold Seekers, 1899
- (en) The Eagle's Heart, 1900
- (en) Her Mountain Lover, 1901
- (en) Delmar of Pima, 1902
- (en) The Captain of the Gray-Horse Troop, 1902
- (en) Hesper, 1903
- (en) The Light of the Star, 1904
- (en) The Tyranny of the Dark, 1905
- (en) Witch's Gold, 1906
- (en) The Long Trail, 1907
- (en) Money Magic, 1907
- (en) The Shadow World, 1908
- (en) The Moccasin Ranch, 1909
- (en) Cavanagh, Forest Ranger, 1910
- (en) Other Main-Travelled Roads, 1910
- (en) Victor Ollnee's Discipline, 1911
- (en) The Forester's Daughter, 1914
- (en) They of the High Trails, 1916
- (en) A Pioneer Mother, 1922
- (en) The Book of the American Indian, 1923
- (en) The Westward March of American Settlement, 1927
- (en) Prairie Song and Western Story, 1928
- (en) Iowa, O Iowa, 1935
- (en) Joys of the Trail, 1935
- (en) Forty Years of Psychic Research, 1936
- (en) The Mystery of the Buried Crosses, 1939

### Traductions francophones
- La Troisième chambre (trad. Alice Foulon de Vaulx) (recueil de poèmes), Paris, C. Lévy, 1897, 329 p. (BNF 30481706)
- Le Justicier, récit dans Le Dimanche illustré (trad. René Clem), 1937[16]
- Le Prix du Sang, récit dans Le Dimanche illustré (trad. Mme Pierre Chêne), 1938[17]

### Notices encyclopédiques
: document utilisé comme source pour la rédaction de cet article.
- (en-US) Paula K. Byers (dir.) et Suzan Michele Bourgoin (dir.), Encyclopedia of World Biography, vol. 6 : Ford - Grilliparzer, Detroit; Michigan, Gale Research, 1998, 576 p. (ISBN 9780787625467, OCLC 59424591, lire en ligne), p. 217-218. ,
- (en-US) Mark C. Carnes (dir.), John Arthur Garraty (dir.) et Lee Schweninger (rédacteur), American National Biography, vol. 8 : Fishberg - Gihon, New York, Oxford University Press, 1999, 968 p. (ISBN 9780195127874, lire en ligne), p. 725-727. ,
- (en-US) Philip A. Greasley (dir.), Dictionary of Midwestern Literature, vol. 1 : The Authors, Bloomington, Indiana, Indiana University Press, 2001, 688 p. (ISBN 9780253336095, OCLC 313156802, lire en ligne), p. 212-214,
- (en-US) Jay Parini (dir.), The Oxford Encyclopedia of American Literature, vol. 2 : William Faulkner - Mina Loy, New York, Oxford University Press, 2003, 544 p. (ISBN 9780195167252, OCLC 53386829, lire en ligne), p. 95-97,

### Essais et biographies
- (en-US) Robert Gish, Hamlin Garland : The Far West, Boise, Idaho, Boise State University, coll. « Boise State University western writers series » (no 24), 1976, 48 p. (ISBN 9780884300236, OCLC 2980723, lire en ligne),
- (en-US) Joseph B. McCullough, Hamlin Garland, Boston, Massachusetts, Twayne Publishers, coll. « Twayne's United States authors series » (no 299), 1978, 152 p. (ISBN 9780805772036, OCLC 3327600, lire en ligne),
- (en-US) Keith Newlin, Hamlin Garland : A Life, Lincoln, Nebraska, University of Nebraska Press, 2008, 490 p. (ISBN 978-0-8032-3347-8, lire en ligne).
- (en-US) Jean Holloway, Hamlin Garland: : A Biography, Austin, Texas, University of Texas Press, 2014, 362 p. (ISBN 9781477307144, lire en ligne),

### Articles
- (fr) Th. Bentzon, « Un radical de la prairie : Hamlin Garland », Revue des Deux Mondes, vol. 157, no 1,‎ janvier 1900, p. 139-180 (42 pages) (lire en ligne ),
- (en-US) Edwin W. Bowen, « Hamlin Garland, The Middle-West Short-Story Writer », The Sewanee Review, vol. 27, no 4,‎ octobre 1919, p. 411-422 (12 pages) (lire en ligne ),
- (en-US) Ruth M. Raw, « Hamlin Garland, the Romanticist », The Sewanee Review, vol. 36, no 2,‎ avril 1928, p. 202-210 (9 pages) (lire en ligne ),
- (en-US) John T. Flanagan, « Hamlin Garland, Occasional Minnesotan », Minnesota History, vol. 22, no 2,‎ juin 1941, p. 157-168 (12 pages) (lire en ligne ),
- (en-US) Claude Simpson, « Hamlin Garland's Decline », Southwest Review, vol. 26, no 2,‎ hiver 1941, p. 223-234 (12 pages) (lire en ligne ),
- (en-US) Charles T. Miller, « Hamlin Garland's Retreat from Realism », Western American Literature, vol. 1, no 2,‎ été 1966, p. 119-129 (11 pages) (lire en ligne ),
- (en-US) Donald Pizer, « Hamlin Garland (1860-1940) », American Literary Realism, 1870-1910, vol. 1, no 1,‎ 1967, p. 45-51 (7 pages) (lire en ligne ),
- (en-US) Roy W. Meyer, « Hamlin Garland and The American Indian », Western American Literature, vol. 2, no 2,‎ été 1967, p. 109-125 (17 pages) (lire en ligne ),
- (en-US) Lonnie E. Underhill et Daniel F. Littlefield Jr., « Hamlin Garland at Isleta Pueblo », The Southwestern Historical Quarterly, vol. 78, no 1,‎ juillet 1974, p. 45-68 (24 pages) (lire en ligne ),
- (en-US) Lonnie E. Underhill, « Hamlin Garland and the Indian », American Indian Quarterly, vol. 1, no 2,‎ été 1974, p. 103-113 (11 pages) (lire en ligne ),
- (en-US) Bonney MacDonald, « Eastern Imaginings of the West in Hamlin Garland's "Up the Coolly" and "God's Ravens" », Western American Literature, vol. 28, no 3,‎ 1993, p. 209-230 (22 pages) (lire en ligne ),
- (en-US) Quentin E. Martin, « Hamlin Garland's "The Return of a Private" and "Under the Lion's Paw" and the Monopoly of Money in Post-Civil War America », American Literary Realism, vol. 29, no 1,‎ 1996, p. 62-77 (16 pages) (lire en ligne ),
- (en-US) Keith Newlin, « Prospecting for Health: Hamlin Garland's Klondike Adventures », American Literary Realism, vol. 35, no 1,‎ 2002, p. 72-92 (21 pages) (lire en ligne ),
- (en-US) Quentin E. Martin, « Agricultural Awakenings: Hamlin Garland's "A Little Norsk" and "The Land of the Straddle-Bug" », American Literary Realism, vol. 37, no 2,‎ hiver 2005, p. 141-158 (18 pages) (lire en ligne ),
- (en-US) Keith Newlin, « Why Hamlin Garland Left the Main-Travelled Road », Studies in American Naturalism, vol. 1, nos 1 / 2,‎ hiver 2006, p. 70-89 (20 pages) (lire en ligne ),
- (en-US) Andrew Vogel, « Hamlin Garland's Roads, the Good Roads Movement, and the Ambivalent Reform of America's Geographic Imagination », Studies in American Naturalism, vol. 5, no 2,‎ hiver 2010, p. 111-132 (22 pages) (lire en ligne ),
- (en-US) Kelly Clasen, « Feminists of the Middle Border: Willa Cather, Hamlin Garland, and the Female Land Ethic », CEA Critic, vol. 75, no 2,‎ juillet 2013, p. 93-108 (16 pages) (lire en ligne ),
- (en-US) Christine Holbo, « Hamlin Garland's Modernism », ELH, vol. 80, no 4,‎ hiver 2013, p. 1205-1236 (32 pages) (lire en ligne ),
- (en-US) Lonnie E. Underhill, « Hamlin Garland's "A Night in the Grand Canyon" », The Journal of Arizona History, vol. 56, no 3,‎ automne 2015, p. 353-376 (24 pages) (lire en ligne ),